# Peter Berlin
Peter Berlin (pseudonyme d'Armin Hagen Freiherr von Hoyningen-Huene, né à Łódź le 28 décembre 1942) est un photographe, modèle photo et acteur pornographique allemand, vedette de l'érotisme gay des années 1970.

## Biographie
Il travaille d'abord comme photographe pour un journal de mode télévisé allemand.
Dans les années 1970, il s'installe à San Francisco où il réalise deux films pornographiques, Nights in Black Leather (1972) et That Boy (1974), dans lesquels il tient le rôle principal. Il a aussi réalisé des courts-métrages érotiques, et commercialisé ses autoportraits photographiques.
Il sert de modèle pour les photographes Robert Mapplethorpe et Andy Warhol,, et le dessinateur Tom of Finland,. Une exposition de ses photographies à New York, Split/Vision, fut organisée par Robert Mapplethorpe en 1986.
Il vit toujours à San Francisco aux États-Unis. Un documentaire sur sa carrière, That Man: Peter Berlin (en), réalisé par Jim Tushinski, sort en 2005,.

## Récompenses
Il entre en 2007 dans le « GayVN Hall of Fame ».